# Igrejas de Deus no Brasil
A Igreja de Deus (Cleveland) no Brasil é uma é uma associação cristã evangélica pentecostal de Igrejas, membro da Igreja de Deus no Brasil (Cleveland).

## História
Em 1940, o Reverendo J. H. Ingram, missionário da Igreja de Deus nos Estados Unidos, visitou o Brasil, mas não foi possível o estabelecimento de nenhum missionário no Brasil com os contatos que ele fez.
Em 1947 o reverendo Vessie Hargrave, primeiro Superintendente da Igreja de Deus na América Latina, encontrou-se com o missionário Albert J. Widmer e a esposa dele, suíços estabelecidos no Paraná. Widmer expressou o desejo de unir-se com a Igreja de Deus. Em 1951, os missionários Widmer foram recebidos como membros da Igreja de Deus e abriram dois trabalhos: um em Morretes e outro em Antonina. Contudo, em 1954, Widmer, por desentendimento com a liderança da Igreja de Deus, renuncia à posição de missionário da Igreja de Deus; pouco tempo depois, com seu retorno à Suíça, as duas congregações desintegraram-se.
Em 1934, a missionária Caroline M. Paulsen iniciou os trabalhos da Igreja do Calvário Pentecostal em Goiás. Com a necessidade de apoio, que sua pequena denominação nos Estados Unidos não podia oferecer, Paulsen escreve para Hargrave, em San Antonio, sugerindo a possibilidade de passar a administração do trabalho missionário iniciado no Brasil para a Igreja de Deus. Em 1954, Paulsen reuniu-se com o Comitê de Missões e foi nomeada missionária da Igreja de Deus para trabalhar no Brasil. A união deu-se oficialmente no dia 12 de maio de 1955, em uma reunião em Goiânia.
O Pastor Wayne McAfee foi o primeiro supervisor da Igreja de Deus no Brasil, permanecendo no cargo até 1960, substituído pelo Pastor Bill Watson, que começou a construção do templo em Brasília e em 1964 iniciou o Instituto Bíblico da Igreja de Deus, atual Seminário Evangélico da Igreja de Deus (SEID), em Goiânia.
Bispo Divino Eterno Silva é o Superintendente Nacional da IDB, com sede nacional na Asa Norte, Brasília. A Igreja de Deus no Brasil conta com cerca de 1.100 templos.